# Tematikus térkép
Tematikus térképnek nevezzük azokat a térképeket, amelyeken valamilyen további, nem feltétlenül számszerűsíthető adat is fel van tüntetve. Ez általában vizuális módon, színezéssel történik. Alapvetően már egy egyszerű politikai vagy domborzati térkép is tematikus térkép.
Lehet azonban tematikus térkép egy ipari térkép is, amin az egyes területek jellemző ipari tevékenységeit, termékeit tüntetjük fel. Ugyanígy egy szociológiai felmérés eredményeit e térképhez adva kaphatunk tematikus térképet. Ekkor színezések helyett piktogramokat alkalmazunk, vagy egyszerű kiegészítő listákat.
A tematikus térképek a feltüntetett információkon túl további kapcsolatok észrevételében is segíthetnek, ez pedig a használatuk veszélyeit is megmutatja. Megfelelő térképjelölésekkel propagandeszközzé is válhat egy térkép.

## Eredet
A legkorábbi, a mai tematikus térképeknek megfelelő jellegű kartográfiai emlék egy 4. századból származó római úttérkép. Ez egy 682 cm hosszú és 34 cm széles papírlap, amin vörössel vannak a legfontosabb utak jelölve, valamint négyféle jellel, fontosságukat mutatva, a különböző települések.
A 19. századig az úttérképek maradtak a legjelentősebb tematikus térképek, ezek közül említésre méltó Erhard Etzlaub műve, aki a Rómába vezető zarándokutakat ábrázolja, rendkívüli, 2%-os pontossággal. Érdekessége a térképnek, hogy az egyes országok területeit színekkel jelöli, így az első politikai térképnek is tekinthetjük.
Ezek a térképek jellemzően inkább minőségi, mint mennyiségi jellemzőket ábrázoltak. Ennek okai:
- A korabeli adatgyűjtési technikák fejletlenek voltak, kevés és nem megbízható adat állt rendelkezésre.
- A térképek előállítása hosszú és bonyolult folyamat volt.
- Csak szűkös piaca volt a térképeknek.

Amikor a statisztika és adatgyűjtési módszertan a 18. század végén robbanásszerűen fejlődésnek indult, bekövetkezett a térképészeti fejlődés kora is. A 19. század elején a papír, a sokszorosítás és a színezett nyomtatás az ipari forradalom hatására rendkívül olcsóvá vált. A tematikus módszertan kialakulása révén a matematikusok, statisztikusok és térképészek együttes munkájaként a mennyiségi adatok ábrázolása egyre rendszerezettebbé vált, ezzel a modern tematikus térképek kialakultak.
A térképészet interdiszciplináris területeket alakított ki az adatgyűjtési technikák szétterjedésével. A modern tematikus térképek így akár a tudományos kutatásban is használatosak, talán a legtipikusabb példa erre a szociológia. Lényegében minden tematikus térképészeti eljárás és forma a 19. század közepére nemcsak megjelent, de aktívan használatban is volt.
A térképek létrehozásában az utolsó lökést az informatika és a számítógépek elterjedése adta. Ennek révén a térképeket interaktívvá és tartósan aktuálissá lehet tenni. Ennek egyik legismertebb példája a Google Térkép szoftver.

## Alkalmazások
A tematikus térképeknek is a topográfiai térkép az alapja, azonban a céljuk sokkal korlátozottabb. Ennek megfelelően a hagyományos térképek rendkívül egységes arculatával szemben a tematikus térképeket a szerteágazó kinézet és grafikai megoldások jellemzik. Az alkalmazásuk is ennek megfelelően szerteágazó:
- kutatási eszközök;
- iskolai térképek;
- szemléltető ábrák;
- díszítőelemek.

Mivel a tematikus térképek jellemzően statisztikai adatokra épülnek, ezért használatuk bizonyos fokú veszélyeket is rejt magában. A tudatosan helytelenül alkalmazott statisztika ugyanis alkalmas a megtévesztésre, ez különösen igaz az általánosan helyes adatokat közlőnek elfogadott térképek esetén. Ilyen módon politikai és ideológiai célok alátámasztására, propaganda kifejtésére is alkalmasak.

## Példák
- Az iskolai atlaszok
- Térképes magyarázatok az újságcikkekben
- Egyes adatközlések a Központi Statisztikai Hivataltól